# Coppa delle nazioni oceaniane femminile 2003
La Coppa delle nazioni oceaniane femminile 2003, ufficialmente 2003 OFC Women's Championship, è stata la settima edizione ufficiale della manifestazione, programmata fra il 3 e il 13 aprile 2003 in Australia. Il torneo, riservato alle Nazionali di calcio femminile oceaniane, fu organizzato dalla Oceania Football Confederation (OFC).
La Australia, alla sua terza vittoria consecutiva, vinse il torneo senza concedere alcuna rete alle avversarie, conquistando così, come da regolamento, l'unico posto disponibile per la fase finale del Campionato mondiale femminile di calcio 2003.

## Squadre
Delle undici Nazionali affiliate OFC che potevano accedere al torneo, hanno ottenuto la qualificazione alla fase finale del torneo le seguenti cinque:
- Australia
- Isole Cook
- Nuova Zelanda
- Papua Nuova Guinea
- Samoa

## Città e stadi
L'unico impianto che ospitò gli incontri fu il Belconnen Soccer Centre di Canberra.

## Formula del torneo
Le cinque squadre che si sono qualificate per la fase finale si affrontavano in un solo girone all'italiana, con la miglior classificata che ottiene la qualificazione al Mondiale di USA 2003.

## Incontri
| Squadra            | P.ti | G | V | N | P | GF | GS | DR  |
| ------------------ | ---- | - | - | - | - | -- | -- | --- |
| Australia          | 12   | 4 | 4 | 0 | 0 | 45 | 0  | +45 |
| Nuova Zelanda      | 9    | 4 | 3 | 0 | 1 | 29 | 2  | +27 |
| Papua Nuova Guinea | 6    | 4 | 2 | 0 | 2 | 10 | 21 | -11 |
| Samoa              | 3    | 4 | 1 | 0 | 3 | 3  | 39 | -36 |
| Isole Cook         | 0    | 4 | 0 | 0 | 4 | 1  | 26 | -25 |

| Arbitro: | Tammy Ogston |

|           |           |                                                        |
| Rakei 29’ | Marcatori | 21’ Matthies 23’ Konalalai 40’, 87’ Limbai 42’ Banabas |

| Arbitro: | Rajendra Singh |

| |           |  |
| Peters 5’, 35’, 50’, 79’ Golebiowski 16’, 42’, 46’, 61’ Davies 18’ Small 41’, 78’ Mann 53’, 58’, 85’, 87’ Wainwright 55’ Slatyer 56’, 57’ Garriock 72’ | Marcatori |  |

| Arbitro: | Joakim Salaiau Sosongan |

| |           |  |
| Crawford 8’, 17’ Davies 11’ Alagich 34’, 62’ (rig.) Karp 37’, 81’ Hohnke 59’ Small 65’ Wilson 71’, 82’ | Marcatori |  |

| Arbitro: | Krystyna Szokolai |

|  |           | |
|  | Marcatori | 5’, 9’, 24’, 50’ Jackman 7’, 10’, 32’ Ferrara 11’, 12’, 42’, 65’, 87’ Smith 41’ Moorwood 80’, 82’ Michele |

| Arbitro: | Tammy Ogston |

|  |           |                                                                                        |
|  | Marcatori | 4’, 22’ Ferrara 13’, 33’, 49’ Jackman 30’ Smith 53’ Henderson 59’ Simpson 88’ McCahill |

| Arbitro: | Rajendra Singh |

| |           |  |
| Mann 5’, 41’, 49’, 55’ Peters 17’ Salisbury 29’, 81’ (rig.) Alagich 46’ Golebiowski 59’, 71’ Garriock 60’, 78’, 89’ | Marcatori |  |

| Arbitro: | Krystyna Szokolai |

|  |           |                                           |
|  | Marcatori | 7’ Smith 12’, 47’, 59’ Jackman 68’ Duncan |

| Arbitro: | Joakim Salaiau Sosongan |

|  |           |            |
|  | Marcatori | 77’ Laumea |

| Arbitro: | Tammy Ogston |

|                                                   |           |                       |
| Banabas 27’, 80’ Matthies 30’ Nombe 51’ Lanta 71’ | Marcatori | 74’ Talai 87’ Peresia |

| Arbitro: | Rajendra Singh |

|                      |           |  |
| Peters 24’ Small 49’ | Marcatori |  |

## Classifica marcatrici
10 reti
- Maia Jackman

8 reti
- April Mann

7 reti
- Nicky Smith

6 reti
- Kelly Golebiowski
- Joanne Peters

5 reti
- Simone Ferrara

4 reti
- Heather Garriock
- Danielle Small

3 reti
- Dianne Alagich (1 rig.)
- Lydia Banabas

2 reti
- Hayley Crawford
- Rhian Davies
- Tal Karp
- Cheryl Salisbury (1 rig.)
- Thea Slatyer
- Amy Wilson
- Michele Keinzley
- Neilen Limbai
- Glenda Matthies

1 rete
- Olivia Hohnke
- Sacha Wainwright
- Melanie Rakei
- Priscilla Duncan
- Wendi Henderson
- Terry McCahill
- Hayley Moorwood
- Jane Simpson
- Priscilla Konalalai
- Miriam Lanta
- Nakere Nombe
- Lynette Laumea
- Selesitina Peresia
- Leti Tarai